# Боровский, Бронислав Адольфович
Бронисла́в Адо́льфович Боро́вский (бел. Браніслаў Адольфавіч Бароўскі; 13 июля 1913, Орша— 30 мая 2000) — Герой Социалистического Труда (1971).
Родился в Орше. В 1929—1941 годах — штукатур на стройках в Орше. Участник Великой Отечественной войны.
С 1945 года — маляр-штукатур Оршанского ремонтно-строительного управления № 3. Звание Героя присвоено за производственные успехи в выполнении заданий 5-летнего плана.